# Малинковский, Юрий Владимирович
Юрий Владимирович Малинковский — белорусский математик, доктор физико-математических наук, профессор кафедры фундаментальной и прикладной математики факультета математики и технологий программирования Гомельского государственного университета имени Франциска Скорины.

## Биография
Родился в 1948 году в городе Алма-Ата.
В 1966-1971 годах учился на механико-математическом факультете Московского государственного университета имени М. В. Ломоносова.
С 1971 года работает в Гомельском государственном университете имени Франциска Скорины. В 1980 году защитил кандидатскую диссертацию в Вильнюсском государственном университете. В 1992 году защитил докторскую диссертацию в Томском государственном университете.
В должности профессора с 1998 по 2008 год заведовал кафедрой математического анализа, а с 2008 по 2017 год заведовал кафедрой экономической кибернетики и теории вероятностей ГГУ имени Ф. Скорины. С 2017 года — профессор кафедры фундаментальной и прикладной математики Гомельского государственного университета имени Ф. Скорины.

## Научная и педагогическая деятельность
Научные интересы связаны с теорией вероятностей, математической статистикой, теорией случайных процессов и теорией массового обслуживания.  Он является специалистом по мультипликативным сетям массового обслуживания.
Достижения:
- Обобщена и обращена классическая теорема Келли для открытых сетей с заявко-сохраняющими узлами.
- Введены и исследованы в стационарном режиме работы сети с вероятностными обходами узлов заявками и сети с многорежимными стратегиями обслуживания.
- Впервые исследовано стационарное распределение сетей массового обслуживания с экспоненциальными ограничениями на время пребывания заявок в узлах, когда матрицы маршрутизации для обслуженных заявок и заявок с закончившимся временем пребывания, вообще говоря, различны.
- Изучена проблема инвариантности стационарного распределения вероятностей состояний сетей по отношению к распределениям времени обслуживания заявок в узлах для самых разных сетей с немедленными дисциплинами обслуживания.

Основатель белорусской научной школы по мультипликативным сетям массового обслуживания «Стохастические процессы и сети». Подготовил 15 кандидатов наук.
Достижения научной школы использовались в монографиях В. А. Ивницкого «Теория сетей массового обслуживания» (2004), Б. В. Гнеденко и И. Н. Коваленко «Введение в теорию массового обслуживания» (переиздания в 2001, 2005, 2007, 2011 годах).
В течение более 13 лет являлся членом экспертного совета № 2 Высшей аттестационной комиссии Республики Беларусь.
Член советов по защите диссертаций: Д 02.01.07 (БГУ) и К 02.13.01 (ГГУ им. Ф. Скорины).
Член программного комитета XVI и XVII Международной конференции имени А.Ф. Терпугова «Информационные технологии и математическое моделирование» ИТММ – 2017 и ИТММ – 2018 г..

## Ученые степени и звания
- Кандидат физико-математических наук, 1980 г.
- Доктор физико-математических наук, 1992 г.
- Профессор с 1998 года по настоящее время.

## Награды
Знак «Выдатнiк адукацыi» Министерства образования Республики Беларусь, 2016 г.

## Публикации
Результаты опубликованы в более чем 150 научных трудах. Статьи опубликованы в престижных зарубежных и международных журналах. Сделаны доклады более чем на 40 международных научных конференциях.

### Учебные пособия и учебники
- Малинковский Ю. В. Теория вероятностей и математическая статистика (часть 1. Теория вероятностей): учебное пособие - Гомель: УО «ГГУ им. Ф. Скорины, 2004.
- Малинковский Ю. В. Теория вероятностей и математическая статистика (часть 2. Математическая статистика): учебное пособие - Гомель: УО «ГГУ им. Ф. Скорины, 2004.
- Буриков А. Д., Малинковский Ю. В., Маталыцкий М. А. Теория массового обслуживания : учеб. пособие по спецкурсу - Гродно: ГГУ, 1984. - 108 с. : ил.; 20 см.
- Малинковский Ю. В. Теория вероятностей / Ю. В. Малинковский. – Минск: РИВШ, 2019. – 268 с.
- Малинковский Ю. В. Математическая статистика. Случайные процессы – Минск: РИВШ, 2019. – 204 с.

### Научные публикации
- Малинковский Ю. В. Критерии точечной независимости состояний узлов в открытой стационарной марковской сети обслуживания с одним классом заявок // Теория вероятностей и ее применения. — 1990. — Т.35, № 4. — С. 779—784.
- Малинковский Ю. В. Мультипликативность стационарного распределения открытых сетей обслуживания со стандартными узлами и однотипными заявками // Проблемы передачи информации. — 1999. — Том 35, Вып.1. — С.96—110.
- Малинковский Ю. В. Мультипликативность стационарного распределения состояний для одного класса сетей массового обслуживания // Автоматика и телемеханика. — 1988. м № 2. — С. 108—118.
- Малинковский Ю. В. Критерий представимости стационарного распределения состояний открытой марковской сети обслуживания с несколькими классами заявок в форме произведения // Автоматика и телемеханика. — 1991. — №4. — С. 75—83.
- Малинковский Ю. В. Сети массового обслуживания с обходами узлов заявками // Автоматика и телемеханика. — 1991. — №2. — С.102—110.
- Малинковский Ю. В., Якубович О. В. Сети массового обслуживания с мгновенно обслуживаемыми заявками I. Модели с одним типом заявок // Автоматика и телемеханика. — 1998. — № 1. — С. 92—106.
- Малинковский Ю. В., Коробейникова Е. В. Характеризация стационарного распределения сетей с групповыми перемещениями в форме произведения смещенных геометрических распределений // Автоматика и телемеханика. — 2010. — № 12 — С. 43—56.
- Малинковский Ю. В. Сети Джексона с однолинейными узлами и ограниченным временем пребывания или ожидания // Автоматика и телемеханика. — 2015. — № 4. — С. 67—79.
- Малинковский Ю. В. Стационарное распределение вероятностей состояний G-сетей с ограниченным временем пребывания // Автоматика и телемеханика. — 2017. — № 10. — С. 155—167.
- Bojarovich J., Malinkovsky Yu. V. Stationary Distribution Invariance of an Open Queueing Network with Temporarily Non-active Customers // Modern Probabilistic Methods for Analysis of Telecommunication Networks. Communications in Computer and Information Science. Springer-Verlag Berlin Heidelberg 2013. A. Dudin et al. (Eds.): BWWQT 2013, CCIS 356, pp. —32, 2013.
- Malinkovsкi Yu. Stationary Distribution of the Queueing Networks with Batch Negative Customer Arrivals / Information Technologies and Mathematical Modelling. Queueing Theory and Applications // Springer International Publishing, Switzerland, 2015.— V. 564. — P. 53—63.
- Малинковский Ю. В., Боярович Ю. С. Стационарное распределение сетей с групповым поступлением, групповым обслуживанием заявок и блокировкой систем // Известия Гомельского государственного университета им. Ф. Скорины. — 2009. — № 6(56). — С. 46—55.
- Малинковский Ю. В., Бородин Н. Н. Сети массового обслуживания с конечным числом потоков отрицательных заявок и с ограниченным временем пребывания  // Проблемы физики, математики и техники. — 2018. — № 1(34). — С. 64—68.